# Al-Abshihi
Al-Abshīhī ou Al-Ibshīhī (en arabe : الأبشيهي, de son nom complet Mohammed ben Ahmed Mansour Baha' ad-Din abou al-Fath al-Abchihi, en arabe : محمد بن أحمد منصور بهاء الدين ابو الفتح الابشيهي) est un écrivain égyptien né en 1388 dans une petite ville de l'actuel gouvernorat de Gharbeya dans le delta du Nil et mort en 1446.
Son œuvre la plus connue est Kitāb al-Mustaṭraf (Livre d'anecdotes de pèlerins), collection riche et populaire de courtes histoires et d'histoires, certaines semi-historiques.

## OEuvres
- al-Ibshīhī. al-Mustaṭraf fī kull fann mustaẓraf. 2 vols. Beyrouth: Dār Maktabat al-Ḥayāh, 1992.
- al-Ibshīhī, Les Poètes amoureux, traduction par René R. Khawam, L'Esprit des péninsules, 1999.